# Střelnice Innsbruck
Střelnice Innsbruck (německy Landeshauptschießstand Innsbruck/Arzl) je areál sportovní střelnice u obce Arzl nedaleko rakouského města Innsbruck. V areálu se nachází krytá hala pro střelbu vzduchovými zbraněmi na 10 metrů, dále nekrytá na 25 a 50 metrů a střeliště pro střelbu brokovými zbraněmi. Jako zázemí slouží mimo jiné i restaurace.
Pravidelně se zde koná mezinárodní soutěž Meyton Cup a v roce 2018 zde proběhlo západní kvalifikační kolo European Youth League. V roce 2013 se stal tento areál dokonce dějištěm 22. Mistrovství Evropy ve střelbě z kuše.